# Дидубе (станция метро)
«Дидубе» (груз. დიდუბე) — одна из двух наземных станций Тбилисского метрополитена. Расположена на Ахметели-Варкетилской линии между станциями «Гоциридзе» и «Грмагеле».
На станции имеется пересадка на железнодорожную платформу Дидубе.

## История и происхождение названия
Открыта 11 января 1966 года. Название станция получила по одноимённому району и ж/д станции. До 16 ноября 1985 года была конечной.

## Архитектура и оформление
По конструкции напоминает наземные станции Московского метрополитена — «Измайловскую» и станции Филёвской линии.

## Галерея
- Платформа и метропоезд 81-717М/714М
- Отправляющийся метропоезд 81-717М/714М, вид от станции
- Вход на станцию